# 席鸿建
席鸿建（1955年11月—），男性，汉族，河南汝州市人，中华人民共和国政治人物、学者。

## 人物经历
席鸿建早年在广西大学数学系就读，1979年毕业并在母校任职，1993年出任广西大学数学与信息科学系副主任，期间于1994年5月加入中国共产党，1995年成为同系主任，其后曾出任广西大学副校长等职务；并获得教授职称。2004年5月，广西财政高等专科学校与广西商业高等专科学校合并组建广西财经学院，席鸿建出任首任校长，直到2014年卸任。并转任同校正厅级调研员，直到2015年12月去职退休。
2017年6月，席鸿建因为变相公款出国旅游等行为，受到中共广西壮族自治区纪律检查委员会的党内警告处分，其同事党委书记王春明等人也因此遭到处分；2023年5月26日，席鸿建因为涉嫌严重违法违纪，而接受广西壮族自治区纪委监委纪律审查和监察调查；其下属廖文龙也于同一天被调查。同年7月，席鸿建受到广西壮族自治区纪委开除党籍处分。
有胞弟席鸿康，曾担任广西壮族自治区财政厅副厅长。

## 学术贡献
席鸿建长期从事对泛函微分方程解的存在性及振动等研究，并兼任广西数学学会理事长，参与修编了《广西经济发展报告》、《非线性差分方程的动力学》等著作。